# M4 (canção)
"M4" também conhecida como "M4 Gritando Meu Nome" é o primeiro single do rapper Teto, com uma participação especial de Matuê, lançado em 19 de janeiro de 2021 pela gravadora 30PRAUM.

## Recepção
A faixa ultrapassou a marca de 12 milhões de streams em poucos dias e alcançou um feito inédito para o rapper nordestino. Teto teve sua primeira música no Top 15 músicas do Spotify mais ouvida no Brasil com apenas poucos dias de lançamento. A música também ficou no Top 5 de músicas mais tocadas do país por mais de 2 meses consecutivos nas paradas musicais.
O single foi indicado no Prêmio Rap Forte 2020/2021 nas categorias Melhor Feat e Hit do Ano.